# Gerlien Croes
Gerlien Luzdiane Croes (Spijkenisse, 7 februari 1987) is een Arubaanse politicus en oprichter van de Futuro-partij. Sinds 8 juli 2021 is zij lid van de Staten van Aruba en vertegenwoordigt vanaf 8 januari 2025 de partij Futuro. Tevens is zij sinds 8 januari 2025 voorzitter van de Staten van Aruba.

## Leven en werk
Gerlien Croes groeide op op Aruba, in de wijk Tamarijn. Zij voltooide het VWO in 2007 in Nederland; hierna vervolgde haar studie aan de Universiteit Maastricht en studeerde af in 2013 in Internationaal en Europees recht. Zij begon haar professionele carrière in de particuliere sector in Nederland, waar zij werkzaam was in de gas- en olie-industrie. Na terugkeer naar Aruba in 2015 was zij beleidsadviseur bij het Bureau Europese Unie en Koninkrijksrelaties (BEUK).
In 2017 maakte Croes haar politieke debuut als kandidaat nr. 18 op de AVP-lijst. Bij de verkiezing op 22 september 2017 kreeg zij 982 persoonlijke stemmen; dit was echter onvoldoende voor een statenzetel. Zij maakte deel uit van het bestuur van diverse bij AVP aangesloten organisaties, waaronder de Stichting Digna Laclé-Herrera. Bij de verkiezingen op 25 juni 2021 kreeg zij 1.919 voorkeursstemmen. Hiermee werd ze de op een na grootste stemmentrekker binnen haar partij en werd zij, voor de tweede keer op rij, de derde vrouw met de meeste stemmen op Aruba. Op 8 juli 2021 werd ze Statenlid. Met haar actieve rol in de oppositie trad zij tijdens de afwezigheid van AVP-fractieleider Mike Eman ook als tijdelijk fractieleider op. In april 2023 maakte Croes publiekelijk bekend dat zij haar politieke toekomst ging evalueren. Dit hield verband met verschillende incidenten, zoals de 'Tofanelli-zaak' waarin Mike de Meza, fractiegenoot, de integriteit van Rycond Santos do Nascimento en haar persoon in twijfel trok. Op 15 mei 2023 maakte zij haar vertrek uit de partij bekend; zij ging verder als onafhankelijk statenlid.
In september 2024, slechts drie maanden voor de vervroegde verkiezingen, lanceerde zij haar politieke partij Futuro. Zij is lijsttrekker van de partij, terwijl het partijleiderschap met demissionair minister Geoffrey Wever wordt gedeeld. Op 6 december 2024 behaalde de partij 3 zetels en eindigde als derde grootste partij, waarmee zij bepalend werd voor de kabinetsformatie.
Gerlien Croes woont samen met haar partner met wie ze twee zoons heeft.